# Une sœur (court métrage)
 (juillet 2025).
Pour l’article homonyme, voir Une sœur.
Pour plus de détails, voir Fiche technique et Distribution.
Une sœur est un court métrage belge réalisé par Delphine Girard, sorti en 2018. 

## Synopsis
Une nuit. Une voiture. Une femme en danger. Un appel.

## Fiche technique
- Titre original : Une sœur
- Réalisation : Delphine Girard
- Scénario : Delphine Girard
- Producteur : Jacques-Henri Bronckart (Versus Production)
- Image : Juliette Van Dormael
- Son : Luis Trinques, Lucas Le Bard et Emmanuel de Boissieu
- Production Design : Eve Martin
- Société de distribution : L'Agence du Court-Métrage Belgique
- Pays d'origine :  Belgique
- Langue originale : français
- Format : couleur
- Genre : drame
- Durée : 16 minutes 29

## Distribution
- Veerle Baetens : L'opératrice
- Selma Alaoui : Alie
- Guillaume Duhesme : Dary

## Récompenses
- FIFF 2018 : Prix du meilleur court métrage, Prix du Public, Prix BeTV, Prix de l'Université de Namur
- Ramdam Tournai : Meilleur film belge
- Festival international de films de femmes de Créteil : prix Upec
- Festival Regard - Saguenay  : Prix du jury
- Le court en dit long  : prix du public
- Rhode Island : Grand Prix
- Sulmona : meilleur film international
- Festival de la ville de Québec - prix du public
- Festival de Villeurbanne - prix de la liberté
- BSFF 2019 : Prix du Public, Mention spéciale de la presse

## Nominations
- Magritte du meilleur court métrage 2019
- Oscar 2020 du meilleur court métrage de fiction